# 下地島空港
下地島空港（しもじしまくうこう、しもじじまくうこう、英: Shimojishima Airport / Shimojijima Airport）は、沖縄県宮古島市の下地島にある地方管理空港である。旅客ターミナル施設の名称は、みやこ下地島空港ターミナル。

## 概要

下地島空港付近の空中写真。
2019年1月30日撮影の10枚を合成作成。

日本国内でのパイロット養成の需要に応えるための訓練飛行場として開設されたが、民営化された。3,000m×60mの滑走路を持ち、航空機の操縦訓練のために、日本の空港では数少ない、滑走路両端に計器着陸装置（ILS）が設置されている地方空港である。
かつては南西航空（現日本トランスオーシャン航空、JTA）の那覇線が就航していたが、1994年（平成6年）に撤退。それ以降は2019年まで定期便の就航がなく、実質的に日本航空（JAL）グループ及び全日本空輸（ANA）グループのパイロット訓練専用空港となってきた。しかし、JALグループは2012年（平成24年）3月、ANAグループは2014年（平成26年）3月をもってパイロット訓練から撤退。以降、国内航空各社や官公庁のほか、キャセイパシフィック航空などにより散発的に訓練が行われている。
2019年3月30日に新ターミナルが開業し、定期便が就航した。なお、用地の大部分は珊瑚礁の上に位置し、滑走路の一部が海面に突き出している。石垣島行きの便などでは、空中からその風景を眺めることができる。
| 年度   | 利用者数（人） | 着陸回数（回） |
| ------ | -------------- | -------------- |
| 2006年 | 0              | 1,922          |
| 2007年 | 329            | 2,317          |
| 2008年 | 0              | 2,513          |
| 2009年 | 967            | 2,513          |
| 2010年 | 36             | 1,879          |
| 2011年 | 0              | 2,080          |
| 2012年 | 0              | 1,741          |
| 2013年 | 0              | 1,513          |
| 2014年 | 0              | 206            |
| 2015年 | 18             | 232            |
| 2016年 | 13             | 304            |
| 2017年 | 0              | 243            |
| 2018年 | 782            | 235            |
| 2019年 | 126,159        | 833            |
| 2020年 | 115,424        | 1,049          |

2019年度は国際線を含む。着陸回数には訓練を含む。

## 沿革

### 着工までの経緯
1966年（昭和41年）の航空審議会答申で、ジェット旅客機での大量輸送に対応するため、パイロット訓練飛行場の早期整備が答申された。当初、日本国内7箇所が候補に上がったがいずれも難点があったため、1968年（昭和43年）には運輸省が米国統治下にあった沖縄の西表島、石垣島、多良間島、伊良部島、下地島、宮古島等を視察した結果、下地島が候補地に挙げられた。
1969年（昭和44年）3月に伊良部村議会は訓練飛行場の誘致を議決したが、4月の宮古郡民大会で住民は飛行場誘致に反対。将来、軍事施設に転用されることを懸念した反対派と地元の活性化を望む賛成派が衝突した。琉球政府は下地島空港建設の白紙撤回を要請し、日本政府は同年9月に飛行場建設中止を発表したが、11月には琉球政府が飛行場誘致の方針を決定。1971年（昭和46年）8月に空港は軍事転用しないとの主旨の屋良覚書が琉球政府と日本政府との間で交わされ、沖縄返還前月の1972年（昭和47年）4月に下地島訓練飛行場の着工に至った。

### 着工以降の沿革
- 1973年（昭和48年）7月31日：非公共用の下地島訓練飛行場設置許可[3]。
- 1979年（昭和54年）
  - 3月：下地島訓練飛行場竣工[19]。
  - 5月31日：下地島空港設置許可[3]。
  - 7月5日：供用開始[3]。
  - 7月24日：第三種空港に指定[3]。
- 1980年（昭和55年）
  - 11月：民間航空機パイロットの本格的訓練が開始される[19]。
  - 11月1日：那覇空港との間に南西航空（現日本トランスオーシャン航空）の定期便（YS-11型機）が就航[3]。
- 1988年（昭和63年）5月30日：全日空訓練機下地島離陸失敗事故が発生。
- 1994年（平成6年）7月22日：利用客が少ないことから定期便運休[3]。以後、2019年まで定期便運航は無し。
- 1998年（平成10年）2月14日：米軍輸送機（DC-9型）が悪天候のため緊急着陸[21]。
- 2001年（平成13年）
  - 4月17日：伊良部町議会が空港への自衛隊機訓練誘致を満場一致で決議[21]。
  - 4月28日：フィリピン合同軍事演習へ向かう途上の米軍ヘリコプターが飛来して給油[21]。
  - 5月15日：この日発表されたアメリカ国防総省系シンクタンクのランド研究所の報告書「アメリカとアジア」で、下地島に空港などがあることを例に挙げ、「先島諸島の1以上の島に拠点を置くことは、台湾の防衛のために明らかに有利であろう。しかし、十分な施設（滑走の拡張、軍需物資貯蔵施設の設置等）を設けるためにどれほどの投資が必要かは明らかでない。」とある[22]。
  - 5月17日：フィリピン合同演習から帰還するヘリが再び給油に訪れる[21]。
  - 5月22日：在沖縄アメリカ総領事が空港を視察。
- 2002年（平成14年）
  - 4月22日：フィリピン合同演習に参加する在沖縄米海兵隊の輸送ヘリ4機及び空中給油機1機が着陸。沖縄県は使用自粛を要請していた[21]。
  - 4月30日：伊良部町長らが沖縄県に対し、米軍に下地島空港飛来自粛を求めるよう要請[21]。
  - 6月26日：全日空機下地島オーバーラン事故が発生。
- 2005年（平成17年）
  - 3月16日：伊良部町議会で空港への自衛隊誘致を賛成9反対8で決議。住民説明会で反対意見が続出[23][24]。
  - 3月25日：伊良部町臨時議会で16日及び2001年（平成13年）の2件の自衛隊訓練誘致決議の白紙撤回を賛成16反対1で決議[23][24]。
  - 10月1日：伊良部町が周辺町村と合併して宮古島市となる。
- 2006年（平成18年）2月：航空自衛隊那覇基地司令が「日本の防衛上、下地島を自衛隊が利用できればいい」と発言[25]。
- 2007年（平成19年）
  - 4月1日：北海道に本社を置くエアトランセが、エアードルフィンとの提携で那覇空港への不定期便を開設[26]。
  - 6月25日：那覇空港便が3ヶ月足らずで休止となり、再度航空路線がない状態となる[27]。
- 2009年（平成21年）7月5日：ジャルツアーズの企画「クラシック・ジャンボ退役記念フライト」[19][28]により、日本航空インターナショナルのボーイング747-300型機がチャーター便として飛来。本空港発着の大型機による旅客便は、チャーター便・定期便を含めてこの時が初めて。また、日本の航空会社が保有する3人乗務機（機長・副操縦士・航空機関士の3人乗務が必要な旅客機）の本空港への離着陸は、営業運航・訓練を通じてこれが最後となる。このチャーター便の運航により、2009年7月の本空港利用者数は898人[29]となった。
- 2010年（平成22年）
  - 2月13日：琉球エアーコミューター(RAC)のチャーター便が初就航[30]。
  - 4月：同年1月に会社更生法の適用を申請した日本航空が、再建計画に基づいて副操縦士の育成を中止を決定し、当空港での訓練を終了（なお、2010年度・2011年度は、JALグループの日本トランスオーシャン航空が当空港での訓練を行っている）。また、2012年度以降の空港運営費用の打ち切りを通告した[31]。
- 2012年（平成24年）
  - 2月：全日本空輸が、単独での運営費負担は困難なことから、2014年度以降の当空港の利用計画は「白紙状態」であること、および、日本トランスオーシャン航空が2012年度以降は当空港での訓練を行わない計画である、と報道される[32]。
  - 3月：日本航空がパイロット訓練事業から完全撤退[4][5][7]。
- 2013年（平成25年）
  - 4月：沖縄県による、当空港の利用方針案を策定する部横断的な作業班が設置された[33]。
- 2014年（平成26年）
  - 3月：全日本空輸(ANA)が、2014年度以降当空港での訓練を行わないこと、さらに2015年度以降空港の維持管理費を負担せず、当空港から完全撤退する方針を明らかにする[7][34]。
  - 5月：下地島空港施設の筆頭株主の日本航空が所有する全60万株（全株式の50%）を國場組系列の不動産賃貸管理業コービックに無償譲渡[35][36]。
  - 7月22日：沖縄県土木建築部が、「下地島空港及び周辺残地の利活用促進支援業務」の委託契約を結ぶ[37]。
- 2015年（平成27年）
  - 3月：全日本空輸が完全撤退[7]。
  - 3月31日：沖縄県が空港及び周辺地域の利活用事業者の候補として、4事業者を選定したことを発表[38]。
  - 12月25日：三菱地所が同空港への旅客ターミナル建設を沖縄県に提案[39]。
- 2016年（平成28年）5月30日：おおさか維新の会の松井一郎代表、下地幹郎衆院議員、橋下徹法律政策顧問らが下地島空港を視察し、米軍普天間飛行場の訓練を下地島空港に移転することを提案[40]。
- 2017年（平成29年）
  - 2月21日：第一航空が休止中の那覇-粟国線再開のため訓練を開始[41]。
  - 3月8日：沖縄県がFSO[42]及び三菱地所と下地島空港等の利活用に係る基本合意書を締結[43][44][45]。
  - 7月4日：訪日誘客支援空港（育成支援型）に認定される[46]。
  - 10月11日：旅客ターミナル着工[47]。
  - 10月12日：バニラ・エアが下地島空港での訓練を開始[48]。
- 2019年（平成31年・令和元年）
  - 3月30日：新ターミナルが開業しジェットスター・ジャパンによる成田空港への定期便（1日1往復）が就航[15][16][17]。
  - 5月13日：FSOがパイロット養成訓練を開始[49][50]。
  - 6月1日：大韓航空のチャーター便が仁川国際空港から初就航[51]。
  - 7月3日：ジェットスター・ジャパンによる関西国際空港への定期便（週3往復）が就航[52]。
  - 7月19日：香港エクスプレス航空による香港への定期便（週3往復）が就航[53]。
  - 8月：キャセイパシフィック航空が定期的なパイロット訓練空港として使用を開始。ボーイング777-300やエアバスA330-300など大型機を使用し、系列キャセイドラゴン航空の訓練も予定[54][55][56]。
  - 9月23日：フジドリームエアラインズ(FDA)のチャーター便が初就航[57]。
  - 11月25日：台湾マンダリン航空のチャーター便が初就航[58]。
  - 12月1日：ジェットスターの関西線が季節運休[59][60]。
- 2020年（令和2年）
  - 4月10日 - 6月18日：全便運休のため空港ターミナルを閉鎖。新型コロナウイルスの影響では国内初[61][62]。
  - 10月25日：スカイマークによる東京国際空港（羽田空港）・神戸空港・那覇空港への定期便が就航[63]。
- 2023年3月16日 航空気象の自動化実施(実施時間：1930～2259(Z))

## 就航路線
- 航空会社が2社以上記載の場合、最初に記載の航空会社の機材・乗務員による共同運航便（コードシェア便）である。

### 国内線
- スカイマーク (SKY)
  - 東京国際空港
  - 神戸空港
  - 那覇空港
  - 福岡空港（夏季季節運航）
- ジェットスター・ジャパン (JJP)・日本航空（JAL 国際線との乗り継ぎのみコードシェア適用）
  - 成田国際空港（夏季季節運航）

### 国際線
- ジンエアー (JNA)
  - 仁川国際空港（週5便）
- 香港エクスプレス航空 (HKE)
  - 香港国際空港（週4便）（季節運航）
- スターラックス航空 (SJX)
  - 台湾桃園国際空港　(週2便)   (定期チャーター)
    - 2025年8月22日より運航開始予定[64]

## 施設
エプロンは6バース。旧ターミナルは航空局が入る建物となっており、その他沖縄県の空港事務所が入る建物が並んでいる。エプロンへの車両入り口横にはJALとANAの訓練所だった建物が今も残されている。ボーディングブリッジは設置されておらず、新たに建設された空港ターミナルから航空機までは徒歩移動となる。また、チェックインエリアには売店が、出発エリア内にはCafe&Barや、鑑賞池が配置されている。
飛行場管制業務を行なう管制空港であるが、時間帯によってはリモート空港やレディオ空港と同様に、航空管制運航情報官による情報提供のみとなる。
下地島VOR/DME及びILSが整備されており、国土交通省大阪航空局の宮古空港・航空路監視レーダー事務所下地島空港分室が置かれている。これらの保守管理は、空港分室でなく宮古空港・航空監視レーダー事務所本所が担当している。
空港の運営会社である「下地島空港施設株式会社」では、空港から1kmほど離れたところにある「下地島コーラルホテル」の運営も行っている。元々はANAの乗員宿舎だった建物を転用したもので、内部にもANAのポスター類や、宿舎を使用したパイロット達が机の引き出しに残したメッセージなど、宿舎時代の名残が多数見られる。

## 下地島空港の利活用

### 利活用の検討と募集
2012年度以降、航空各社が次々と下地島空港での訓練から撤退したことを受け、沖縄県では2013年（平成25年）4月に当空港の利用方針案を策定する部横断的な作業班を設置する等して利活用を検討してきた。
2014年（平成26年）7月22日には、沖縄県土木建築部が、プライスウォーターハウスクーパースとJTB沖縄の共同企業体（JV）に「下地島空港及び周辺残地の利活用促進支援業務」を委託する契約を結び、デベロッパーを募集するための要項作成に取りかかるとともに、有識者による検討委員会を設置した。そして、下地島を7つのゾーンに区分し、そのうち、下地島空港の滑走路部分と空港周辺用地の以下の4つのゾーンについて利活用策を募集した。
- 空港および航空関連
- 国際都市活用
- 観光リゾート
- スポーツコミュニティー

### 事業の選定と合意書の締結
その結果、2015年（平成27年）1月までに10案の応募があり、3月31日には、沖縄県が利活用事業者の候補として、以下の4事業を提案した4社を選定したことを発表した。
- ラグジュアリーリゾート開発 - 星野リゾート
- 航空パイロットの養成 - FSO[42]
- マルチコプター操縦技術者の養成 - AAA[74]
- プライベートジェット等の受け入れ - 三菱地所

このうち三菱地所は12月25日に、同空港への旅客ターミナル建設を沖縄県に提案。富裕層のプライベートジェットだけでなく、宮古空港には未就航の国際線などの誘致を目指す。同社では2017年（平成29年）1月着工、2018年（平成30年）5月開業という計画を明らかにした。
2017年（平成29年）3月8日には、沖縄県がFSO及び三菱地所とそれぞれ下地島空港等の利活用に係る基本合意書を締結。FSOは2018年度（平成30年度）からパイロット育成事業を実施する予定で、2021年度の目標を操縦士免許取得者数73人とした。また、三菱地所は2017年（平成29年）6月に旅客ターミナル施設の整備に着手し、2018年（平成30年）9月までに工事及び準備を終え、同年10月に開業して、LCCや国際便を就航させる計画で、年間航空旅客数の目標を2018年（平成30年）に5万5千人、2021年に30万人、2025年に57万人とした。
一方、星野リゾートは辞退し、AAAは調整がつかなかった。

### 事業の実施状況
2017年（平成29年）8月、三菱地所は、建築確認申請に時間を要していることや、労働力が不足していることを理由に、開業を2019年（平成31年）3月末に延期することを明らかにした。同年10月11日には旅客ターミナルに着工している。
2018年（平成30年）10月15日、三菱地所等は、ターミナルの開業日とジェットスター・ジャパンによる成田便就航を公表。ターミナルは2019年（平成31年）3月30日に開業し、同日に定期便が就航した。
また、2019年（令和元年）5月13日には、FSOによるパイロット養成訓練が開始されている。

## 下地島空港の軍民共用化問題

### 下地島空港の軍事利用
下地島空港は沖縄本島と台湾・中国大陸の中間にあり、また尖閣諸島にも近く、日本全体でも数少ない滑走路両端にILSが設置された空港でもある。航空自衛隊が使用する那覇空港は軍民共用であり、かつ民間の発着便数の多さだけでも過密といえる状態である。中国の軍事的脅威や尖閣諸島の領土問題、普天間飛行場の移設問題（普天間基地移設問題）も含め、地政学的見地からも下地島空港への米軍や自衛隊配備を支持する意見があった一方、これに反対する意見もあった。

### 屋良覚書
飛行場設置に当たっては住民の反対運動と誘致運動が繰り返された末、1971年（昭和46年）8月に日本政府と当時の屋良朝苗琉球政府行政主席との間に交わされた「屋良覚書」によって反対運動が収まり、空港建設が決定した。
その内容は
1. 下地島飛行場は、琉球政府が所有及び管理を行い、使用方法は管理者である琉球政府が決定する。
2. 日本国運輸省（現・国土交通省）は航空訓練と民間航空以外に使用する目的はなく、これ以外の目的に使用することを琉球政府に命令するいかなる法令上の根拠も持たない。
3. ただし、緊急時や万が一の事態のときはその限りではない。

というものである。
また「屋良覚書」を補完するものとして、1979年（昭和54年）6月に当時の西銘順治沖縄県知事が森山欽司運輸大臣宛に提出した、いわゆる「西銘確認書」が存在する。同確認書では、下地島飛行場を空港に転換するにあたり
1. 下地島空港の維持管理にあたっては、県費の持ち出しをしないことを基本とした訓練使用料を設定する。
2. 下地島空港は、人命救助、緊急避難等特にやむを得ない事情のある場合を除いて、民間航空機に使用させる方針で管理運営する。

という沖縄県の要望に対し、運輸省側からは「下地島空港の運営方針は、第一義的には設置管理者たる沖縄県が決める問題であると考えている」と回答したものである。
日本政府は2004年（平成16年）に「屋良覚書」に関連する質問主意書への回答で、「下地島空港は、公共の用に供する飛行場として適切に使用する必要があり」、そのため「パイロット訓練及び民間航空以外の利用が当然に許されないということではない」と回答するとともに、「その利用についての調整の権限は、引き続き、管理者である沖縄県が有している」として、航空訓練・民間航空以外への利用に関しては沖縄県が判断すべき問題であるという姿勢を示しており、2013年（平成25年）に提出された質問主意書への回答でもその立場を崩していない。

### 旧伊良部町の請願
下地島空港の地元である旧伊良部町では、2005年（平成17年）3月16日に開催された町議会で、下地島空港への自衛隊誘致の請願を賛成9 反対8で可決した。この請願は、2004年（平成16年）11月10日に宮古島及び石垣島沖合で発生した漢級原子力潜水艦領海侵犯事件や尖閣諸島問題を念頭に、「先島圏域における住民の安全確保には、下地島空港への自衛隊誘致・駐屯が必要」との理由で9名の議員が提案したものであった。この請願を提案した議員らは、住民に対して「放って置いたら下地島空港に米軍が入ると考え、自衛隊を誘致して振興策を得ることがいいと判断した」とも説明している。
3月24日に開催された住民説明会では、請願を提案した議員が「住民の半数が参加すれば、誘致決議の撤回も考える」と述べたことを受け、主催者発表で町民ら約3,500人が参加。同議員らは謝罪し、翌日の臨時議会での白紙撤回を明言。翌3月25日の伊良部町臨時議会で16日の自衛隊誘致決議と2001年（平成13年）の自衛隊訓練誘致決議の白紙撤回が賛成16 反対1で決議された。

### その後
2005年（平成17年）10月1日に伊良部町は合併により宮古島市になり、下地島空港の利活用としては、民間のデベロッパーによる旅客ターミナル建設の計画が進んだ（#下地島空港の利活用参照）。

## 交通
沖縄県道252号平良下地島空港線が、本空港と宮古島市市街地の平良とを結んでいる。下地島と狭い水路を挟んで隣接する伊良部島の間には数本の橋が架かっており、伊良部島と宮古島の間には2015年1月31日に伊良部大橋が開通している。
2019年3月30日の旅客ターミナル開業に合わせて、宮古協栄バス及び中央交通が本空港と宮古島市中心部を結ぶ定期バス路線を開設した。
2019年の旅客ターミナル開業までは、直接接続する交通機関は存在しなかった。

## 景観
下地島空港北側の沖合には佐和田の浜を囲むように長さ20kmに渡り環礁が広がっている。
この海域に向かって延び、「ランウエイ17END」（ワンセブンエンド）と通称される滑走路17の進入端は絶景で知られており、タッチアンドゴー訓練の航空機撮影の名所でもある。このため、滑走路沿いの空港周回通路道路には多くの車両が乗り入れていたが、2019年3月30日の定期便就航を前に保安管理に万全を期すため、車両通行止めになった。ただし、徒歩での通行は可能である。

## ギャラリー

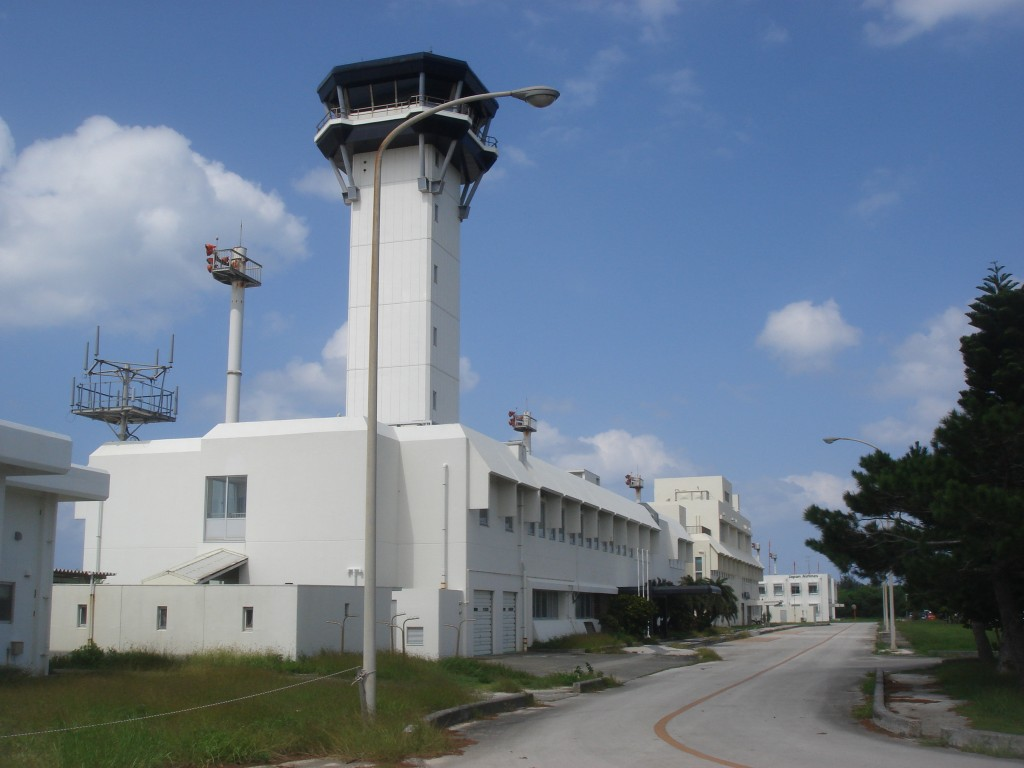
管制塔（2009年）
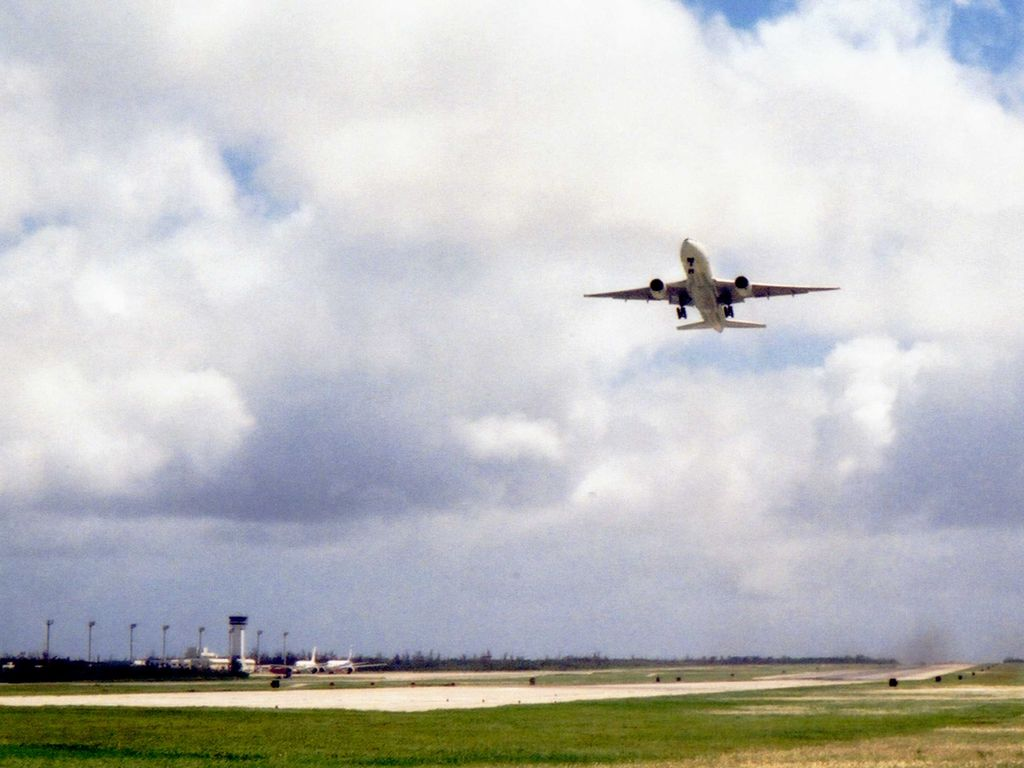
滑走路17(R/W17)北西側からみた空港内（2003年）
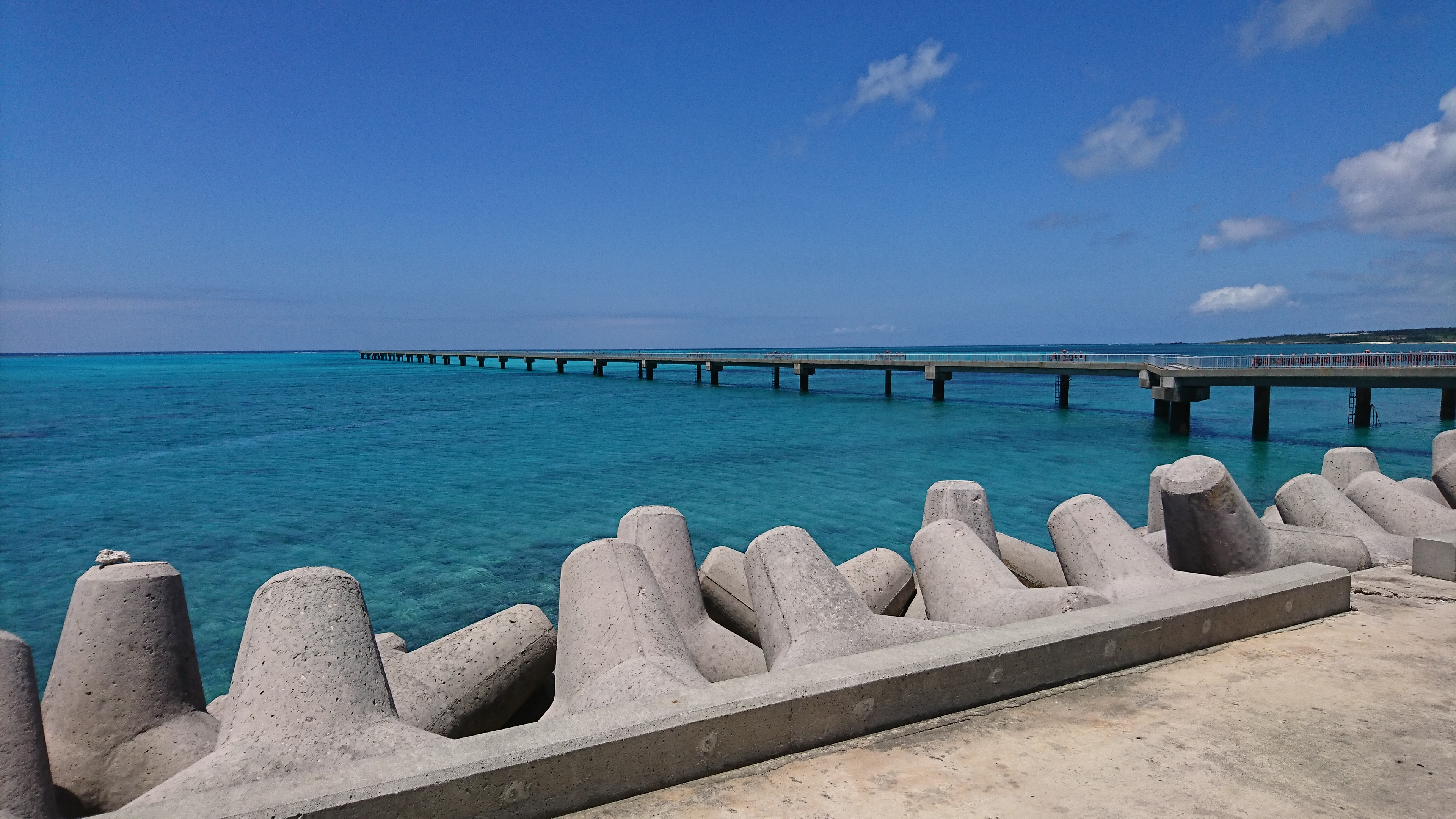
ローカライザ（2018年）
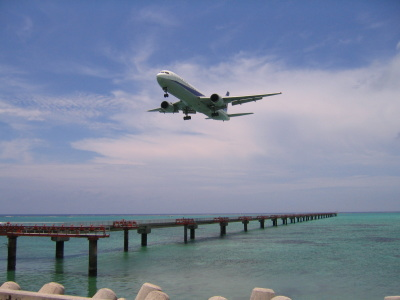
リーフに延びるR/W17の進入灯と訓練中の旅客機2005年）
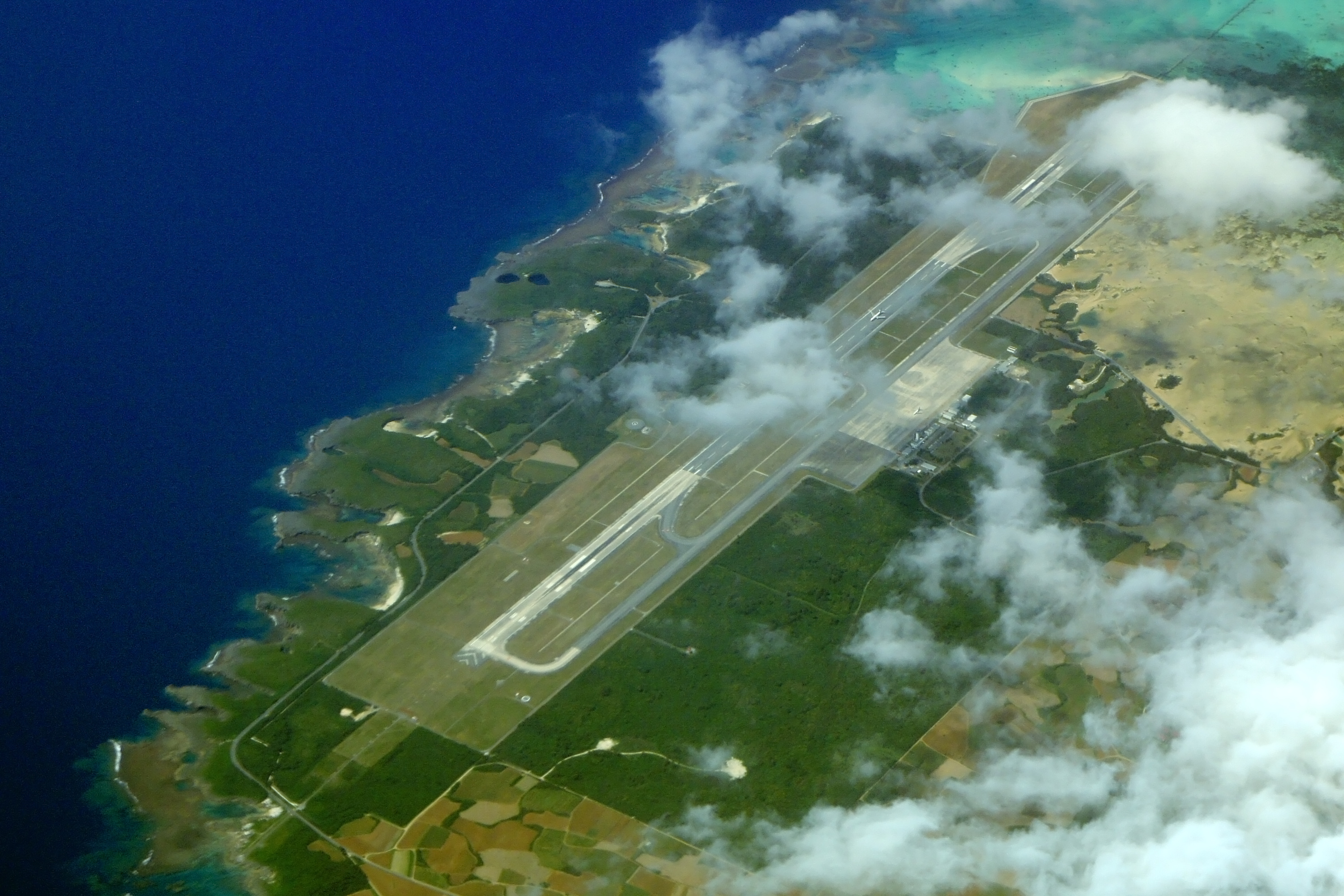
空港空撮（2011年）
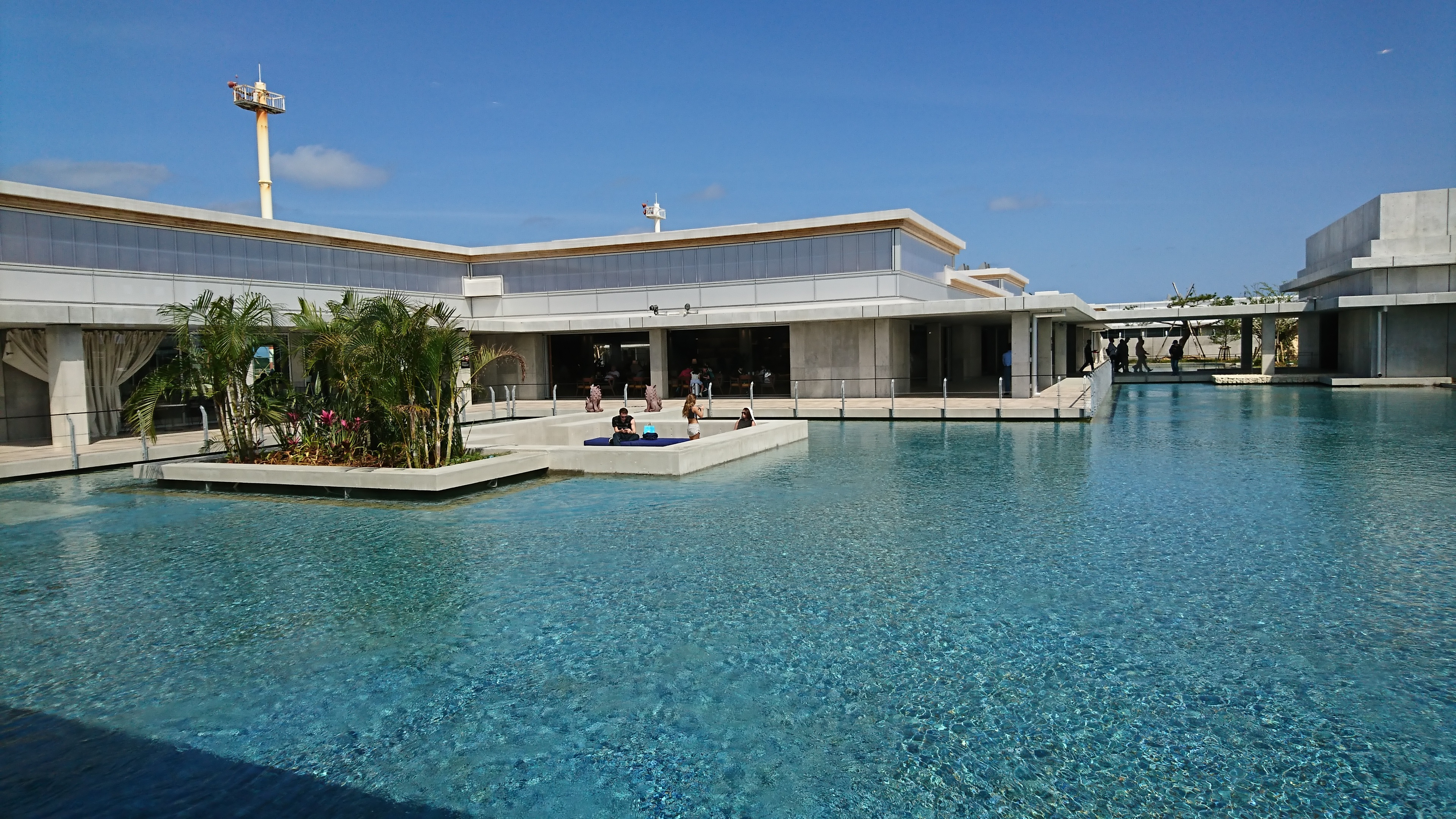
出発ロビーに併設された鑑賞池（2019年）

## 下地島空港に関連する作品
- ストラトス・フォー - 下地島を舞台としたアニメ。近未来の下地島空港を基地とする彗星迎撃部隊が描かれる。
- 機体消失 - 元ANA機長の作家内田幹樹による下地島空港を舞台にした小説。
- 空母いぶき - かわぐちかいじ作の漫画。尖閣諸島や南西諸島を巡って中国との紛争が勃発した作中において、下地島空港は自衛隊基地として登場するが、架空の中国海軍空母「広東」の艦載機であるJ-20艦上戦闘機による空襲を受け、反攻作戦に向けて駐留していたF-35JAとC-2が多数破壊されるなどの被害を被り、基地機能を喪失する。
- GOOD LUCK!! - 第9話冒頭の回想シーンにて、同ドラマの主人公である新海元（演、木村拓哉）が、本編ストーリー開始の4年前である1999年の訓練生時代に下地島空港で飛行訓練を受けているシーンが挿入される。